# Wroczewo
Wroczewo – wieś w Polsce położona w województwie wielkopolskim, w powiecie konińskim, w gminie Sompolno, w sołectwie Zakrzewek.
| SIMC    | Nazwa  | Rodzaj    |
| ------- | ------ | --------- |
| 0295863 | Czamża | część wsi |

W latach 1975–1998 miejscowość administracyjnie należała do województwa konińskiego. Według danych z roku 2009 liczyła 35 mieszkańców, w tym 17 kobiet i 18 mężczyzn.
Na północnym wschodzie od wsi znajduje się jezioro Mąkolno, a na południowym zachodzie jezioro Szczekawa. Mieszkańcy Wroczewa wyznania katolickiego przynależą do parafii św. Andrzeja Apostoła w Mąkolnie.